# Liste des députés du département du Jura
 (mai 2025).
Liste des députés du département du Jura.

## VeRépublique

### Irelégislature(1958-1962)
| Circonscription     | Identité                                       | Parti | À partir du     | Jusqu'au       | Note |
| ------------------- | ---------------------------------------------- | ----- | --------------- | -------------- | ---- |
| 1re circonscription | Max Montagne (suppléant : Marcel Mégard)       | UNR   | 9 décembre 1958 | 9 octobre 1962 |      |
| 2e circonscription  | Louis Jaillon (suppléant : Henri Midol-Monnet) | MRP   | 9 décembre 1958 | 9 octobre 1962 |      |

### IIelégislature(1962-1967)
| Circonscription     | Identité                                     | Parti   | À partir du     | Jusqu'au     | Note |
| ------------------- | -------------------------------------------- | ------- | --------------- | ------------ | ---- |
| 1re circonscription | Louis Jaillon (suppléant : Marcel Mégard)    | MRP     | 6 décembre 1962 | 2 avril 1967 |      |
| 2e circonscription  | Jacques Duhamel (suppléant : Henri Jouffroy) | Radical | 6 décembre 1962 | 2 avril 1967 |      |

### IIIelégislature(1967-1968)
| Circonscription     | Identité                                     | Parti | À partir du  | Jusqu'au    | Note |
| ------------------- | -------------------------------------------- | ----- | ------------ | ----------- | ---- |
| 1re circonscription | René Feït (suppléant : Gilbert Bouvet)       | RI    | 3 avril 1967 | 30 mai 1968 |      |
| 2e circonscription  | Jacques Duhamel (suppléant : Henri Jouffroy) | CD    | 3 avril 1967 | 30 mai 1968 |      |

### IVelégislature(1968-1973)
| Circonscription     | Identité                               | Parti | À partir du     | Jusqu'au        | Note |
| ------------------- | -------------------------------------- | ----- | --------------- | --------------- | ---- |
| 1re circonscription | René Feït (suppléant : Gilbert Bouvet) | RI    | 11 juillet 1968 | 1er avril 1973  |      |
| 2e circonscription  | Jacques Duhamel                        | PDM   | 11 juillet 1968 | 22 juillet 1969 | Gvt  |
| 2e circonscription  | Henri Jouffroy (suppléant)             | PDM   | 23 juillet 1969 | 1er avril 1973  |      |

### Velégislature(1973-1978)
| Circonscription     | Identité                                          | Parti | À partir du    | Jusqu'au       | Note |
| ------------------- | ------------------------------------------------- | ----- | -------------- | -------------- | ---- |
| 1re circonscription | René Feït (suppléant : Jean-Louis Crestin-Billet) | RI    | 2 avril 1973   | 2 avril 1978   |      |
| 2e circonscription  | Jacques Duhamel                                   | CDP   | 2 avril 1973   | 8 juillet 1977 | Dcs  |
| 2e circonscription  | Henri Jouffroy (suppléant)                        | CDP   | 9 juillet 1977 | 2 avril 1978   |      |

### VIelégislature(1978-1981)
| Circonscription     | Identité                                          | Parti | À partir du  | Jusqu'au    | Note |
| ------------------- | ------------------------------------------------- | ----- | ------------ | ----------- | ---- |
| 1re circonscription | René Feït (suppléant : Jean-Louis Crestin-Billet) | UDF   | 3 avril 1978 | 22 mai 1981 |      |
| 2e circonscription  | Gilbert Barbier (suppléant : René Pernot)         | UDF   | 3 avril 1978 | 22 mai 1981 |      |

### VIIelégislature(1981-1986)
| Circonscription     | Identité                                        | Parti | À partir du    | Jusqu'au       | Note |
| ------------------- | ----------------------------------------------- | ----- | -------------- | -------------- | ---- |
| 1re circonscription | Alain Brune (suppléant : Jean Meynier)          | PS    | 2 juillet 1981 | 1er avril 1986 |      |
| 2e circonscription  | Jean-Pierre Santa Cruz (suppléant : Gérard Née) | PS    | 2 juillet 1981 | 1er avril 1986 |      |

### VIIIelégislature(1986-1988)
3 députés élus à la proportionnelle:
- Gilbert Barbier (UDF)
- Alain Brune (PS)
- Jean Charroppin (RPR)

### IXelégislature(1988-1993)
| Circonscription     | Identité                                         | Parti | À partir du  | Jusqu'au       | Note |
| ------------------- | ------------------------------------------------ | ----- | ------------ | -------------- | ---- |
| 1re circonscription | Alain Brune (suppléant : André Bezin)            | PS    | 23 juin 1988 | 1er avril 1993 |      |
| 2e circonscription  | Jean Charroppin (suppléant : Daniel Vuillard)    | RPR   | 23 juin 1988 | 1er avril 1993 |      |
| 3e circonscription  | Jean-Pierre Santa Cruz (suppléant : Marc Mignot) | PS    | 23 juin 1988 | 1er avril 1993 |      |

### Xelégislature(1993-1997)
| Circonscription     | Identité                                            | Parti | À partir du  | Jusqu'au      | Note |
| ------------------- | --------------------------------------------------- | ----- | ------------ | ------------- | ---- |
| 1re circonscription | Jacques Pélissard (suppléant : René Millet, UDF)    | RPR   | 2 avril 1993 | 21 avril 1997 |      |
| 2e circonscription  | Jean Charroppin (suppléant : Roland Carminati, UDF) | RPR   | 2 avril 1993 | 21 avril 1997 |      |
| 3e circonscription  | Gilbert Barbier (suppléant : Jean-Pierre Bach, RPR) | UDF   | 2 avril 1993 | 21 avril 1997 |      |

### XIelégislature(1997-2002)
| Circonscription     | Identité                                         | Parti     | À partir du    | Jusqu'au       | Note |
| ------------------- | ------------------------------------------------ | --------- | -------------- | -------------- | ---- |
| 1re circonscription | Jacques Pélissard (suppléant : René Millet, UDF) | RPR       | 1er juin 1997  | 18 juin 2002   |      |
| 2e circonscription  | Jean Charroppin (suppléant : Martial Barranco)   | RPR       | 1er juin 1997  | 18 juin 2002   |      |
| 3e circonscription  | Dominique Voynet                                 | Les Verts | 1er juin 1997  | 4 juillet 1997 | Gvt  |
| 3e circonscription  | André Vauchez (suppléant)                        | PS        | 5 juillet 1997 | 18 juin 2002   |      |

### XIIelégislature(2002-2007)
| Circonscription     | Identité                                               | Parti        | À partir du  | Jusqu'au     | Note |
| ------------------- | ------------------------------------------------------ | ------------ | ------------ | ------------ | ---- |
| 1re circonscription | Jacques Pélissard (suppléant : Gérald Moine)           | RPR puis UMP | 19 juin 2002 | 19 juin 2007 |      |
| 2e circonscription  | Jean Charroppin (suppléante : Michèle Poulain-Manzoni) | RPR puis UMP | 19 juin 2002 | 19 juin 2007 |      |
| 3e circonscription  | Jean-Marie Sermier (suppléant : Jean-Pascal Fichère)   | UDF puis UMP | 19 juin 2002 | 19 juin 2007 |      |

### XIIIelégislature(2007-2012)
| Circonscription     | Identité                                             | Parti | À partir du  | Jusqu'au     | Note |
| ------------------- | ---------------------------------------------------- | ----- | ------------ | ------------ | ---- |
| 1re circonscription | Jacques Pélissard (suppléante : Christelle Morbois)  | UMP   | 20 juin 2007 | 19 juin 2012 |      |
| 2e circonscription  | Marie-Christine Dalloz (suppléant : Clément Pernot)  | UMP   | 20 juin 2007 | 19 juin 2012 |      |
| 3e circonscription  | Jean-Marie Sermier (suppléant : Jean-Pascal Fichère) | UMP   | 20 juin 2007 | 19 juin 2012 |      |

### XIVelégislature(2012-2017)
| Circonscription     | Identité                                             | Parti | À partir du  | Jusqu'au | Note |
| ------------------- | ---------------------------------------------------- | ----- | ------------ | -------- | ---- |
| 1re circonscription | Jacques Pélissard (suppléante : Christelle Morbois)  | UMP   | 20 juin 2012 | En cours |      |
| 2e circonscription  | Marie-Christine Dalloz (suppléant : Clément Pernot)  | UMP   | 20 juin 2012 | En cours |      |
| 3e circonscription  | Jean-Marie Sermier (suppléant : Jean-Pascal Fichère) | UMP   | 20 juin 2012 | En cours |      |

### XVelégislature(2017-2022)
| Circonscription           | Député                 | Parti | Parti | Suppléant      | Autre mandat                                                                           |
| ------------------------- | ---------------------- | ----- | ----- | -------------- | -------------------------------------------------------------------------------------- |
| Première circonscription  | Danielle Brulebois     |       | REM   | Michel Fischer | Conseillère municipale de Chaumergy Conseillère départementale du canton de Bletterans |
| Deuxième circonscription  | Marie-Christine Dalloz |       | LR    | Yvan Auger     | Conseillère départementale du canton de Moirans-en-Montagne                            |
| Troisième circonscription | Jean-Marie Sermier     |       | LR    | Chantal Torck  | Maire de Dole                                                                          |

### XVIelégislature(2022-2024)
| Circonscription           | Député                 | Parti | Parti | Suppléant        | Autre mandat                                                |
| ------------------------- | ---------------------- | ----- | ----- | ---------------- | ----------------------------------------------------------- |
| Première circonscription  | Danielle Brulebois     |       | LREM  | Michel Fischer   | Conseillère départementale du canton de Bletterans          |
| Deuxième circonscription  | Marie-Christine Dalloz |       | LR    | Éloïse Schneider | Conseillère départementale du canton de Moirans-en-Montagne |
| Troisième circonscription | Justine Gruet          |       | LR    | Gérome Fassenet  | Adjointe au maire de Dole                                   |

### XVIelégislature(2024-2029)
| Circonscription           | Député                 | Parti | Parti | Suppléant        | Autre mandat                                                |
| ------------------------- | ---------------------- | ----- | ----- | ---------------- | ----------------------------------------------------------- |
| Première circonscription  | Danielle Brulebois     |       | LREM  | Philippe Antoine | Conseillère départementale du canton de Bletterans          |
| Deuxième circonscription  | Marie-Christine Dalloz |       | LR    | Éloïse Schneider | Conseillère départementale du canton de Moirans-en-Montagne |
| Troisième circonscription | Justine Gruet          |       | LR    | Etienne Rogueaux | Adjointe au maire de Dole                                   |

## GPRF etIVeRépublique(1945-1958)

### Troisième législature (janvier 1956-mai 1958)
- André Barthélémy, PCF
- Edgar Faure, RGR
- Charles Viatte, MRP

### Deuxième législature (juin 1951-décembre 1955)
- André Barthélémy, PCF
- Edgar Faure, radical-socialiste
- Charles Viatte, MRP

### Première législature (novembre 1946-juin 1951)
- André Barthélémy, PCF
- Edgar Faure, radical-socialiste
- Charles Viatte, MRP

### Deuxième Assemblée constituante (juin 1946-novembre 1946)
- André Barthélémy, PCF
- Jean Courtois, SFIO
- Charles Viatte, MRP

### Première Assemblée constituante (octobre 1945-juin 1946)
- André Barthélémy, PCF
- Jean Courtois, SFIO
- Charles Viatte, MRP

## IIIeRépublique(1871-1940)

### 1936-1940
- Lons-le-Saunier : Louis Nachon,Gauche démocratique et radicale indépendante

- Dole : Maurice Bazin, Alliance des républicains de gauche et des radicaux indépendants, décédé le 28 octobre 1944

- Poligny : André Baud, Indépendants d'union républicaine et nationale

- Saint-Claude : Arsène Gros, SFIO

### 1932-1936
- Lons-le-Saunier : Aimé Berthod, radical-socialiste, élu au Sénat en avril 1935, non remplacé

- Dole : Raoul Girard, radical-socialiste

- Poligny : Henri Léculier, radical-socialiste

- Saint-Claude : Arsène Gros, SFIO

### 1928-1932
Les élections législatives furent au scrutin d'arrondissement majoritaire à deux tours de 1928 à 1936.
- Lons-le-Saunier : Aimé Berthod, radical-socialiste

- Dole : Marius Pieyre, radical-socialiste, maire de Dole, élu sénateur en 1932, non remplacé

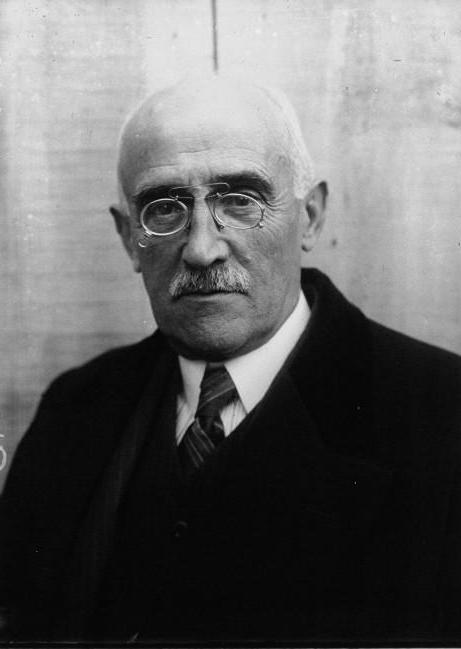
Marius Pieyre, 1929, Reims : congrès radical socialiste

- Poligny : Pierre Jacobé de Haut de Sigy, Union républicaine démocratique

- Saint-Claude : Arsène Gros, SFIO

Source : Élections législatives 22-29 avril 1928 de Georges Lachapelle - https://gallica.bnf.fr/ark:/12148/bpt6k320439r.texteImage#

### 1924-1928
Les élections législatives de 1924 furent organisées au scrutin proportionnel de liste. Elles marquèrent au niveau national national la victoire du "Cartel des gauches".
Liste du Cartel des Gauches
- Henri Ponard, maire de Saint-Claude, SFIO,
- Aimé Berthod, Vice-Président du Conseil général, conseiller général du canton de Champagnole, radical-socialiste
- Henri-Elisée Petitjean, Conseiller général du canton de Chaumergy, radical-socialiste

Source : Barodet sur le site de l'Assemblée Nationale -  https://bibnum.sciencespo.fr/s/catalogue/ark:/46513/sc16m1m0#?c=&m=&s=&cv=

### 1919-1924
Les élections législatives de 1919 furent organisées au scrutin proportionnel de liste. Elles marquèrent au niveau national la victoire du "Bloc national" de centre-droit.
Liste d'union républicaine nationale pour le développement agricole, industriel et commercial
- Marcel Ferraris, Entente républicaine démocratique
- Maurice Jeantet, Entente républicaine démocratique
- Maurice Bouvet, Entente républicaine démocratique

Liste Union Républicaine (Alliance démocratique, Gauche radicale, Parti radical et radical-socialiste)
- Charles Dumont, Gauche républicaine démocratique, ancien Ministre des Travaux Publics et des Finances

Source : Barodet, sur le site de l'Assemblée Nationale - https://bibnum.sciencespo.fr/s/catalogue/ark:/46513/sc16m2kz#?c=&m=&s=&cv=

### 1914-1919
- Lons-le-Saunier : Edmond Chapuis, maire de Lons-le-Saunier, radical-socialiste, décédé le 18 décembre 1915

- Dole : Georges Ponsot, radical-socialiste

- Poligny : Charles Dumont, radical-socialiste

- Saint-Claude : Henri Lissac, maire et conseiller général de Morez, SFIO

Sources : Journal Le Temps du 28 avril et du 12 mai 1914 sur Gallica - ,.

### 1910-1914
- Lons-le-Saunier : Edmond Chapuis, maire de Lons-le-Saunier, radical-socialiste

- Dole : Georges Ponsot, radical-socialiste

- Poligny : Charles Dumont, radical-socialiste

- Saint-Claude : Ernest Tarbouriech, socialiste, décédé le 8 janvier 1911, et remplacé par Aimé Berthod, radical-socialiste, élu le 16 avril 1911

Sources : Journal Le Temps du 24 avril et du 8 mai 1910 sur Gallica - ,.

### 1906-1910
- Lons-le-Saunier : Edmond Chapuis, maire de Lons-le-Saunier, radical-socialiste

- Dole : Georges Ponsot, radical-socialiste

- Poligny : Charles Dumont, radical-socialiste

- Saint-Claude : Émile Cère, Gauche démocratique

Sources : Journal Le Temps du 6 et du 22 mai 1906 sur Gallica - ,.

### 1902-1906
- Lons-le-Saunier : Georges Trouillot, Radical

- Dole : Antoine Mollard, Radical

- Poligny : Charles Dumont, Radical

- Saint-Claude : Émile Cère, Radical

Source : journal Le Temps du 29 avril et du 13 mai 1902 sur Gallica,.

### 1898-1902
- Lons-le-Saunier : Georges Trouillot, radical-socialiste

- Dole : Jean-Baptiste Bourgeois du Jura, radical, décédé en cours de mandat et remplacé le 3 juin 1900 par Antoine Mollard, républicain (Gauche démocratique)

- Poligny : Charles Dumont, radical-socialiste

- Saint-Claude : Émile Cère, radical

Source : journal Le Temps du 10 mai et du 24 mai 1898 sur Gallica,.

### 1893-1898
- Lons-le-Saunier : Georges Trouillot, radical-socialiste

- Dole : Jean-Baptiste Bourgeois du Jura, radical

- Poligny : Victor Poupin, radical-socialiste

- Saint-Claude : Jean-Baptiste Vuillod, radical, élu sénateur et remplacé en août 1897 par Henri Jobez, républicain

Source : journal Le Temps du 22 août et du 5 septembre 1893 sur Gallica,.

### 1889-1893
- Lons-le-Saunier : Georges Trouillot, radical-socialiste

- Dole : Jean-Baptiste Bourgeois du Jura, radical

- Poligny : Victor Poupin, radical-socialiste

- Saint-Claude : Jean Reybert, radical

Source : journal Le Temps du 24 septembre et du 8 octobre 1889 sur Gallica,.

### 1885-1889
la liste radicale est élue en entier : 
- Wladimir Gagneur
- Victor Poupin
- Charles Chamberland
- Jean Reybert, maire de Saint-Claude
- Jean-Baptiste Bourgeois du Jura

### 1881-1885
Lons-le-Saunier : Adolphe Lelièvre, républicain opportuniste
Dole : Alfred Lombard, républicain opportuniste
Poligny : Wladimir Gagneur
Saint-Claude : Napoléon Bavoux

### 1877-1881
Lons-le-Saunier : Adolphe Lelièvre, républicain opportuniste
Dole : Jules Grévy, élu président de la République et remplacé le 6 avril 1879 par Alfred Lombard, républicain opportuniste
Poligny : Wladimir Gagneur
Saint-Claude : Étienne Lamy, républicain catholique

### 1876-1877
Lons-le-Saunier : Adolphe Lelièvre, républicain opportuniste
Dole : Jules Grévy
Poligny : Wladimir Gagneur
Saint-Claude : Étienne Lamy, républicain catholique

### Assemblée nationale 1871-1876
- Jules Grévy, Gauche républicaine
- Jules Thurel, Gauche républicaine, maire de Lons-le-Saunier
- François Tamisier, Gauche républicaine
- Étienne Lamy, Gauche républicaine
- Paul Besson, Union des droites
- Honoré Reverchon, Centre droit, démissionne le 21 décembre 1872,  remplacé en 1873 par Wladimir Gagneur, Gauche républicaine, élu le 27 avril 1873

## Second Empire (1852-1870)

### Corps législatif (1869-1870)
- Édouard Dalloz
- Jules Grévy
- Wladimir Gagneur

### Corps législatif (1863-1869)
- Édouard Dalloz
- Lionel de Toulongeon, décédé en cours de mandat et remplacé le 17 août 1868 par Jules Grévy

### Corps législatif (1857-1863)
- Édouard Dalloz
- Lionel de Toulongeon

### Corps législatif (1852-1857)
- Édouard Dalloz
- Louis-Victor Charlier

## IIeRépublique(1848-1852)

### Assemblée législative (1849-1851)
- Victor Richardet
- François Tamisier
- Jules Grévy
- Louis Joseph Cordier, décédé le 13 juin 1849 et remplacé le 8 juillet 1849 par Claude Denis Auguste Valette
- Léon Crestin
- Antoine Sommier
- Louis Adolphe Derriey

### Assemblée constituante (1848-1849)
- Louis Joseph Cordier
- Désiré-Adrien Gréa
- Claude Denis Auguste Valette
- Jules Grévy
- Césaire Huot
- Désiré Chevassu
- François Tamisier
- Alphonse Jobez

## Chambre des députés (Monarchie de Juillet)

### IreLégislature(1830-1831)
- Gilbert Bachelu
- Louis Joseph Cordier
- Jacques-Antoine-Adrien Delort

### IIeLégislature(1831-1834)
- Claude Lempereur de Saint-Pierre
- Pierre François Colin
- Nicolas Bavoux
- Jacques-Antoine-Adrien Delort

### IIIeLégislature(1834-1837)
- Arsène Tirion
- Jean-Louis Monnier
- Pierre François Colin
- Jacques-Antoine-Adrien Delort

### IVeLégislature(1837-1839)
- Désiré Dalloz
- Claude Pouillet
- Pierre François Colin
- Laurent-Marie Janet

### VeLégislature(1839-1842)
- Désiré Dalloz
- Simon Rigollier de Parcey
- Claude Pouillet
- Louis Joseph Cordier

### VIeLégislature(1842-1846)
- Désiré Dalloz
- Simon Rigollier de Parcey
- Claude Pouillet
- Louis Joseph Cordier

### VIIeLégislature(17/08/1846-24/02/1848)
- Désiré Dalloz
- Claude Pouillet
- Louis Joseph Cordier
- Simon Rigollier de Parcey

## Chambre des députés des départements (2eRestauration)

### Irelégislature(1815–1816)
- Jean-Emmanuel Jobez
- Marie François Vincent Michel Babey
- Pierre Ignace Bulle
- François-Marie Gagneur

### IIelégislature(1816-1823)
- Louis de Vaulchier du Deschaux
- Jean-Emmanuel Jobez
- Marie François Vincent Michel Babey
- François-Marie Gagneur

### IIIelégislature(1824-1827)
- Joseph-Alexis Nicod de Ronchaud
- Louis de Vaulchier du Deschaux
- Alexandre-Bernard-Pierre de Froissard

### IVelégislature(1828-1830)
- Désiré-Adrien Gréa
- Louis de Vaulchier du Deschaux
- Louis Joseph Cordier
- Nicolas Bavoux
- Marie François Vincent Michel Babey

### Velégislature(23 juin 1830-28 juillet 1830)
- Désiré-Adrien Gréa
- Louis de Vaulchier du Deschaux
- Louis Joseph Cordier
- Nicolas Bavoux
- François Marie Ferréol de Bonmarchant

## Chambre des représentants (Cent-Jours)
- Pierre François Colin
- Jean-Emmanuel Jobez
- Charles Ambroise Gacon
- Laurent-Marie Janet
- François-Joseph Febvre
- Jean-François Germain
- Simon Vuillier

## Chambre des députés des départements (1reRestauration)
- Jean-Joseph-Joachim Janod
- Claude Pierre Bouvier

## Corps législatif(1800-1814)
- Jacques-François Lecourbe
- Laurent-Marie Janet
- François-Joseph Febvre
- Jean-François Germain
- Jean-Joseph-Joachim Janod
- Claude Pierre Bouvier
- Antide Marie Claudet
- Antoine Grenot
- François-Xavier Champion

## Conseil des Cinq-Cents(1795-1799)
- François-Joseph Febvre
- Jacques-Henri Laurenceot
- Jean-François Germain
- Jean-Joseph-Joachim Janod
- Jean-Charles Pichegru
- Antoine Grenot
- Pierre-Marie-Athanase Babey

## Convention nationale(1792-1795)
- Jacques-Henri Laurenceot
- Marc-François Bonguyod
- Étienne Joseph Ferroux
- Antoine Grenot
- Pierre-Marie-Athanase Babey
- Claude-Charles Prost
- Jean-Claude Amyon
- Théodore Vernier

## Assemblée législative (1791-1792)
- Charles Alexandre Marie Dalloz
- Théodore de Lameth
- Antoine Hyacinthe Perrin
- Pierre Félix Champion
- Anatole Morivaux
- Augustin-François Croichet
- Simon Vuillier
- Claude Joachim Ignace Clermont

## États généraux puis Assemblée constituante de 1789
- Antoine Grenot
- Pierre-Marie-Athanase Babey
- Théodore Vernier